# Chisocheton macrophyllus
Chisocheton macrophyllus är en tvåhjärtbladig växtart. Chisocheton macrophyllus ingår i släktet Chisocheton och familjen Meliaceae.

## Underarter
Arten delas in i följande underarter:
- C. m. fulvescens
- C. m. macrophyllus